# Josep Maria Vilaseca
Josep Maria Vilaseca i Marcet (Barcelona, 1919-ibídem, 13 de abril de 1995) fue un abogado, jurista, empresario y mecenas español, del ámbito catalán.

## Biografía
Hijo de Francesc de Paula Vilaseca, fue impulsor de numerosas entidades culturales, como las Ediciones Catalanas de París, y en 1969 creó la Fundación Jaume Bofill con su esposa Teresa Roca Formosa. Durante la transición democrática presidió la Comisión Jurídica Asesora de la Generalidad de Cataluña, colaboró en la redacción del Estatuto de Autonomía de Cataluña de 1979 y fue director del Instituto de Estudios Autonómicos. Interesado por el mundo editorial en catalán, fue presidente de los consejos de administración de la Editorial Laia y Editorial Estela, y fue consejero de Edicions 62. También fue autor de la primera Ley de Fundaciones Catalanas (promulgada en 1982), conocida como "Ley Vilaseca", 12 años antes de que la primera Ley de Fundaciones del estado. 
A la vez, fue profesor de Derecho Administrativo en la Universidad Autónoma de Barcelona, publicó numerosos artículos en la Revista Jurídica de Cataluña e impulsó la elaboración del Diccionario jurídico catalán en 1986. En 1983 recibió la Premio Cruz de San Jorge de la Generalidad de Cataluña.

## Obras
- 1983, Entorn de la legislació catalana sobre fundacions privades
- 1985, L' administració territorial local
- 1987, Introducció a la nova Llei d'Aigües
- 1992, Fundacions privades i públiques

## Fondos personales
Su fondo personal se conserva en el Archivo Nacional de Cataluña. El fondo reúne la documentación producida por Josep Maria Vilaseca y Marcet y sus antepasados, tanto personal como empresarial de las familias Vilaseca y Marcet (Compañía G. Ramón y Cia, y Compañía Sociedad Anónima de Industrias Mixtas), así como la familiar y patrimonial de los Vila, Marcet, Vilaseca y Mercader (testamentos, inventarios de bienes, títulos de propiedad y censos). Dentro de la parte propiamente relativa al productor, incluye documentación relacionada con la gestión de su patrimonio y viajes; sobre la actividad profesional, como por ejemplo dossieres anuales de correspondencia y temáticos relativos a cuestiones de derecho autonómico, administrativo, fiscal y civil, así como a instituciones, empresas, asociaciones y entidades relacionadas con el productor por su dedicación profesional (Cuerpo de Abogados del Estado, Instituto de Estudios Autonómicos, Comisión Jurídica Asesora o Comisiones mixtas Estado-Generalidad), por su participación (Academia de Jurisprudencia, Colegio de Abogados, Grupo de Juristas Rueda Ventura o Centro de Estudios Francesc Eiximenis) o por funciones de asesoría y mecenazgo (Universidad Pompeu Fabra, Escuela de Administración Pública, Patronato de la Montaña de Montserrat, Obispado de Barcelona, Servicios de Cultura Popular, Fundación Pau Casals, Edicions 62 o Fundación Jaume Bofill). Destacan los originales de su obra doctrinal en materia jurídica y económica y los recursos de información sobre hechos y partidos políticos, dictámenes y proyectos legislativos. La biblioteca y hemeroteca reúne revistas y monografías de trabajo, compilaciones de legislación y jurisprudencia.
Falleció el 13 de abril de 1995 a los 75 años.